# Menalib
Menalib (eigene Schreibweise auch MENALIB; englisch Middle East North Africa LIBrary) ist die seit 2001 online verfügbare Virtuelle Fachbibliothek für den Vorderen Orient. Sie stellt Informationen zum Forschungsbereich des Nahen Ostens, einschließlich Nordafrikas und der Islamwissenschaft digital bereit. Technisch umgesetzt wird Menalib an der Universitäts- und Landesbibliothek Sachsen-Anhalt in Halle (Saale).

## Geschichte
Von 1997 bis 1999 durchgeführte Bestandsaufnahmen kamen zu dem Schluss, dass das damalige Sondersammelgebiet Vorderer Orient einschl. Nordafrika über ungenügende Informationsangebote verfügte. Das Menalib-Projekt wurde daraufhin von 2000 bis 2005 durch die Deutsche Forschungsgemeinschaft (DFG) mit Personal- und Sachmitteln gefördert und in Kooperation mit der Deutschen Morgenländischen Gesellschaft (DMG), der Deutschen Arbeitsgemeinschaft Vorderer Orient (DAVO) und dem German Institute of Global and Area Studies (GIGA) sowie internationalen Partnern ausgebaut.
Ziel war es, die nahost- und islamwissenschaftliche Forschung in Deutschland über das Portal Menalib zu verteilten fachrelevanten Ressourcen zu führen: im Netz frei zugänglichen ebenso wie zu im Rahmen des Sammelauftrages durch das SSG oder Partnerinstitutionen erworbenen und überregional zur Verfügung gestellten Informationen in gedruckter wie digitaler Form.
2016 wurde Menalib mit der Einrichtung des Fachinformationsdienstes Nahost-, Nordafrika- und Islamstudien technisch und inhaltlich neu aufgesetzt, um als Informationsplattform für den Fachbereich und Portal für die Dienste des FID zu dienen.

## Funktionen
Menalib bietet Zugriff auf die Services des FID Nahost und fungiert damit als zentrale Anlaufstelle.
- Der Kernpunkt des Online-Angebotes ist Menalib als zentrale Informationsplattform. Dabei werden Meldungen zu Konferenzen, Workshops und anderen Veranstaltungen ebenso angeboten wie Hinweise auf Open-Access-Publikationen und auf Projekte und Stellenausschreibungen im Fachbereich
- Über Twitter informiert Menalib ebenfalls über diese Themen
- Bibliotheksübergreifende Suche in fachrelevanten Beständen
- Über die Systematik des FID erfolgt ein fachspezifischer Sucheinstieg in die gedruckten und digitalen Bestände des FID
- Monatliche, systematisch gegliederte Neuerwerbungslisten des FID
- Hinweise zu Fernleih- und subito-Bestellfunktionen
- Zugriff auf das Fachrepositorium MENAdoc mit zugehörigem Publikationsserver
- Digitalisierungsaufträge und Erwerbungsvorschläge aus der Fachwissenschaft werden entgegengenommen und nach Möglichkeit umgesetzt
- Umrechnung zwischen Gregorianischem und Hiǧra-Kalender

## MENAdoc
Ein wichtiger Bestandteil von Menalib ist das Fachrepositorium MENAdoc. Neben den retrodigitalisierten Beständen der Bibliothek der Deutschen Morgenländischen Gesellschaft und des ehemaligen SSG Vorderer Orient einschl. Nordafrika bietet MENAdoc Zugriff auf die Islamkundlichen Untersuchungen digital des Klaus Schwarz-Verlages, die Zeitschriften der Deutschen Morgenländischen Gesellschaft, die Türkische Forschungsbibliothek Jacob M. Landau sowie die Reihen der Bibliotheca Islamica, Beiruter Texte und Studien und Istanbuler Texte und Studien. Neben diesen Digitalisaten finden sich in den Menalib Digital Publications auch Born Digital Titel. Alle diese Materialien stehen Open Access zur Verfügung und sind mit URNs langfristig abrufbar.
Zudem bietet MENAdoc einen Open-Access-Publikationsserver, der es Fachwissenschaftlern ermöglicht, eigene Artikel, Aufsätze und Monographien zu veröffentlichen und so dem Fachbereich zur Verfügung zu stellen.

## Kooperationen
Kooperationen im Hinblick auf digitale Veröffentlichungen bestehen mit dem Orient-Institut Beirut, dem Orient-Institut Istanbul und der Deutschen Morgenländischen Gesellschaft.